# Joan A. Steitz
Joan Elaine Argetsinger Steitz (* 26. ledna 1941) je americká profesorka molekulární biofyziky a biochemie na Yaleově univerzitě a výzkumná pracovnice Howard Hughes Medical Institute (1986–2021). Je známá svými objevy souvisejícími s RNA a komplementárním párováním bází messenger RNA (mRNA) v ribozomech. Také objevem, že introny jsou spojeny malými jadernými ribonukleovými proteiny (snRNPs), které se vyskytují v eukaryotech.
Joan působila v mnoha profesních funkcích, včetně vědecké ředitelky Jane Coffin Childs Memorial Fund for Medical Research (1991–2002) a jako členky redakční rady časopisu Genes & Development. Joan byla neúnavným propagátorem postavení žen ve vědě a často komentovala sexistické zacházení se ženami ve vědě.
V září 2018 získala cenu Lasker-Koshland za zvláštní úspěch v lékařské vědě. Laskerova cena je často označována jako americká Nobelova cena, protože 87 bývalých příjemců získalo Nobelovu cenu.
Americká genetička Christine Guthrie Joan popsala jako jednoho z největších vědců naší generace.

## Mládí a vzdělání

Struktura bakteriofága, viru infikujícího bakterie. Bakteriofágy jsou nejpočetnější biologickou částicí v biosféře. Jejich počet se odhaduje na 10^{31} částic.

Joan se narodila v roce 1941 v Minneapolis v Minnesotě. V letech 1950 až 60 a navštěvovala dívčí střední školu Northrop Collegiate School.
V roce 1963 získala bakalářský titul v oboru chemie na Antioch College v Ohiu, kde se poprvé začala zajímat o molekulární biologii v laboratoři Alexe Riche v Massachusetts Institute of Technology, kde pracovala jako stážistka.
V roce 1963 po dokončení bakalářského studia se přihlásila na lékařskou fakultu. Byla přijata na Harvard Medical School, ale nenastoupila tam,  protože ji nadchla letní práce v laboratoři Josepha Galla na University of Minnesota. Přihlásila se proto na nový program Harvardovy univerzity v biochemii a molekulární biologii.
Byla první postgraduální studentkou, která nastoupila do laboratoře laureáta Nobelovy ceny Jamese Watsona (*1928), se kterým poprvé pracovala na bakteriofágové RNA.

## Kariéra

mRNA je jednovláknová nukleová kyselina, která vzniká během transkripce DNA a slouží jako předpis pro výrobu bílkoviny podle genetického kódu.

- mRNA je jednovláknová nukleová kyselina, která vzniká během transkripce DNA a slouží jako předpis pro výrobu bílkoviny podle genetického kódu.Joan dokončila postdoktorský výzkum v Medical Research Council (MRC) v Laboratory of Molecular Biology (LMB) na University of Cambridge (UK). Zde spolupracovala s Francisem Crickem, Sydney Brennerem a Markem Bretscherem.
- Při výzkumu se zaměřila na otázku, jak bakterie poznají, kde začít "čtecí rámec" na mRNA. Objevila přesné sekvence na zralé RNA viru, které kódují tři bílkoviny, na něž se váže bakteriální ribozom a produkuje bílkoviny. V roce 1969 publikovala klíčový článek v časopise Nature, který ukázal nukleotidovou sekvenci počátečních bodů vazby.[4]
- V roce 1970 nastoupila na fakultu Yaleovy univerzity a v roce 1975 publikovala výzkum, který ji proslavil. Objevila, že ribozomy používají komplementární párování bází k identifikaci počátečního místa na mRNA.[5]
- V roce 1980 Joan ve spolupráci s Michaelem Lernerem publikovala článek o imunoprecipitaci (technika vysrážení proteinového antigenu z roztoku pomocí protilátky, která se specificky váže na tento konkrétní protein). Pomocí této techniky izolovala snRNPs (vyslovuje se "snurps") a detekovala její roli v sestřihu RNA.[2] snRNP je specifická krátká RNA dlouhá asi 150 nukleotidů, která je spojená s proteinem a která se podílí na sestřihu intronů z nově transkribované RNA (pre-mRNA - složka spliceozomů). Její článek posunul vědu dopředu, neboť postupný objev dalších malých RNA odhalil jejich roli v biosyntéze RNA.
- Joan později objevila snoRNP, která je také zapojena do některých sestřihů mRNA. Analýzou genetických umístění genů pro snoRNP přesvědčivě prokázala, že introny nejsou odpadní DNA, jak byly často popisovány. Její práce pomohla vysvětlit fenomén alternativního sestřihu RNA.
- Joanin výzkum přinesl nové poznatky pro diagnostiku a léčbu autoimunitních poruch, jako je lupus vulgaris. Ty se vyvíjejí, když pacienti vytvářejí antijaderné protilátky proti své vlastní DNA, snRNP nebo ribozomům.

Její objev snRNPs a snoRNPs vysvětluje, proč mají lidé pouze dvojnásobný počet genů než má například jednoduchý živočich, jako je octomilka. Joan o této záhadě řekla:
| „ | "Důvodem, proč nám stačí tak málo genů, je to, že někdy se můžete zbavit věcí a přidat jiné věci v procesu sestřihu. Takže každý gen má mírně odlišné proteinové produkty, které mohou dělat mírně odlišné věci. To znásobuje informační obsah v každém z našich genů." | “ |

Byla nominována do Královské společnosti a odůvodnění znělo:
| „ | Joan Steitz je průkopnicí v biologii RNA, která je světově proslulá pro mnoho svých klíčových příspěvků. Ukázala, jak ribozomální RNA spouští translaci v počátečním místě mRNA. Objevila spliceozomy, částice, které jsou místy sestřihu pre-messenger RNA do konečné zralé mRNA, a objasnila jejich mnohé funkce. Objevila, že introny, které byly považovány za inertní, kódují snoRNA, které se zaměřují na modifikaci jiných buněčných RNA během jejich zrání. Nedávno objevila nové funkce mikroRNA v genové regulaci. | “ |

## Osobní život
Joan Steitz (narozená jako Joan Argetsinger) se v roce 2009 provdala za Thomase Steitze. Její manžel byl také profesorem molekulární biofyziky a biochemie na Yaleově univerzitě. V roce 1966 se stal nositelem Nobelovy ceny za chemii. Mají jednoho syna Jona.

## Ocenění a vyznamenání
- 2021 – Wolfova cena za medicínu.
- 2020 – Medaile Mikrobiologické společnosti za cenu Mikrobiologické společnosti těm, kteří mají vliv mimo mikrobiologii.
- 2018 – Cena Lasker-Koshland za zvláštní přínos v lékařské vědě.
- 2014 – Královská společnost v Londýně.
- 2009 – Cena Jubilee Lecture Award Biochemické společnosti.
- 2011 – Čestný doktorát věd Kolumbijské univerzity.
- 2008 – Cena Albany Medical Center (společně s Elizabeth Blackburnovou)
- 2006 – Cena Rosalind E. Franklinové pro ženy ve vědě, National Cancer Institute
- 2006 – Mezinárodní cena Gairdnerovy nadace.
- 2005 – Medaile E.B. Wilsona, Americká společnost pro buněčnou biologii
- 2004 – Cena RNA Society za celoživotní dílo.
- 2004 - The Caledonian Research Foundation (CRF) Prize Lectureship in Biomedical Sciences and Arts and Letters, Royal Society of Edinburgh .
- 2003 – Cena FASEB za excelenci ve vědě.
- 2002 – Cena Lewise S. Rosenstiela za vynikající základní lékařskou vědu.
- 2001 – Cena L'Oréal-UNESCO pro ženy ve vědě.
- 1992 – Zlatá deska Americké akademie úspěchů.
- 1992 – zvolen do Americké filozofické společnosti
- 1989 – Warrenova trienále
- 1988 – Dicksonova cena za vědu.
- 1986 – Národní medaile za vědu, National Science Foundation.
- 1983 – Člen Národní akademie věd.
- 1983 - Lee Howley, Sr. Cena za výzkum artritidy .
- 1982 – Cena NAS za molekulární biologii.
- 1982 – Americká akademie umění a věd.
- 1976 – Cena Eli Lilly za biologickou chemii
- 1975 – Cena Passano Foundation Young Scientist Award.